# Vitka (oblast de Novgorod)
Vitka (en russe : Ви́тка) est un hameau de l'établissement rural de Troubitchino, dont il est le chef-lieu, du raïon de Novgorod dans l'oblast de Novgorod. Sa population s'élevait à 159 habitants au recensement de 2010.

## Géographie
La localité est située dans l'oblast de Novgorod, un sujet de la Russie européenne, dans le district fédéral du Nord-Ouest. Vitka est l'une des 201 localités du raïon de Novgorod,, un raïon du nord-ouest de l'oblast. Le centre administratif du raïon et de l'oblast est la ville de Veliki Novgorod.
Vitka, comme tout l'oblast de Novgorod, est située dans le fuseau horaire MSK (heure de Moscou). Le décalage horaire appliqué par rapport au temps universel coordonné est +03:00.
Vitka fait partie de l'établissement rural de Troubitchino, une des dix entités municipales du raïon, qui a comme chef-lieu le hameau de Troubitchino.

## Démographie
Recensements (*) et estimations de la population,:
| 2002* | 2010* | - |
| ----- | ----- | - |
| 139   | 159   | - |

En 2002, sur les 139 habitants, il y avait 90 % de Russes.